# Evita (ścieżka dźwiękowa)
Evita – The Complete Motion Picture Music Soundtrack – ścieżka dźwiękowa do filmu Alana Parkera Evita, będącego ekranizacją musicalu pod tym samym tytułem i przedstawiającego historię życia Evy Perón.
Soundtrack zawiera utwory, jakie znalazły się w pierwotnej wersji musicalu w nieco unowocześnionych aranżacjach. Dodatkowo, specjalnie na potrzeby filmu powstała piosenka „You Must Love Me”, która zdobyła zarówno Oscara, jak i Złoty Glob w kategorii Najlepsza Piosenka Filmowa.
Rejestracji muzyki dokonano w londyńskich studiach nagraniowych (między innymi w znanym Abbey Road Studios), a orkiestrę poprowadził John Mauceri. W nagraniach wzięli udział też inni znani muzycy, między innymi Gary Moore.
Wydawnictwo wlicza się do dyskografii Madonny, ponieważ to do niej, jako głównej bohaterki musicalu, należy najwięcej partii wokalnych. Piosenki w wykonaniu Madonny wybrano także na single promujące soundtrack.
Wart uwagi jest fakt, iż ścieżka dźwiękowa powstała w pierwszej kolejności – przed rozpoczęciem zdjęć do filmu. Aktorzy musieli następnie dostosować swoją grę do wcześniej nagranego materiału dźwiękowego i tylko w niektórych scenach postanowiono podłożyć głosy „na żywo” w celu uzyskania ich większego dramatyzmu. Stąd też wynikają niewielkie rozbieżności pomiędzy partiami wokalnymi w filmie a tymi na soundtracku.
Album ukazał się w dwóch wersjach: kompletnej, dwudyskowej zatytułowanej Evita – The Complete Motion Picture Music Soundtrack oraz jednodyskowej, zawierającej wybór najważniejszych utworów i opatrzoną tytułem Evita – Music from the Motion Picture.
W Polsce nagrania uzyskały status złotej płyty.

## Lista utworów

### Wydaniedwudyskowe
| #   | Tytuł | Czas |
| --- | --- | ---- |
| 1.  | „A Cinema in Buenos Aires, 26 July 1952” Autor: Andrew Lloyd Webber, Tim Rice Producent: Nigel Wright, Alan Parker, Andrew Lloyd Webber, David Caddick                                                             | 1:20 |
| 2.  | „Requiem for Evita” Autor: Andrew Lloyd Webber, Tim Rice Producent: Nigel Wright, Alan Parker, Andrew Lloyd Webber, David Caddick                                                                                  | 4:16 |
| 3.  | „Oh What a Circus” Antonio Banderas, Madonna Autor: Andrew Lloyd Webber, Tim Rice Producent: Nigel Wright, Alan Parker, Andrew Lloyd Webber, David Caddick                                                         | 5:44 |
| 4.  | „On This Night of a Thousand Stars” Jimmy Nail Autor: Andrew Lloyd Webber, Tim Rice Producent: Nigel Wright, Alan Parker, Andrew Lloyd Webber, David Caddick                                                       | 2:24 |
| 5.  | „Eva and Magaldi/Eva Beware of the City” Madonna, Jimmy Nail, Antonio Banderas, Julian Littman Autor: Andrew Lloyd Webber, Tim Rice Producent: Nigel Wright, Alan Parker, Andrew Lloyd Webber, David Caddick       | 5:20 |
| 6.  | „Buenos Aires” Madonna Autor: Andrew Lloyd Webber, Tim Rice Producent: Nigel Wright, Alan Parker, Andrew Lloyd Webber, David Caddick                                                                               | 4:09 |
| 7.  | „Another Suitcase in Another Hall” Madonna Autor: Andrew Lloyd Webber, Tim Rice Producent: Nigel Wright, Alan Parker, Andrew Lloyd Webber, David Caddick                                                           | 3:33 |
| 8.  | „Goodnight and Thank You” Madonna, Antonio Banderas Autor: Andrew Lloyd Webber, Tim Rice Producent: Nigel Wright, Alan Parker, Andrew Lloyd Webber, David Caddick                                                  | 4:18 |
| 9.  | „The Lady's Got Potential” Antonio Banderas Autor: Andrew Lloyd Webber, Tim Rice Producent: Nigel Wright, Alan Parker, Andrew Lloyd Webber, David Caddick                                                          | 4:24 |
| 10. | „Charity Concert/The Art of the Possible” Jimmy Nail, Jonathan Pryce, Antonio Banderas, Madonna Autor: Andrew Lloyd Webber, Tim Rice Producent: Nigel Wright, Alan Parker, Andrew Lloyd Webber, David Caddick      | 2:33 |
| 11. | „I'd Be Surprisingly Good for You” Madonna, Jonathan Pryce Autor: Andrew Lloyd Webber, Tim Rice Producent: Nigel Wright, Alan Parker, Andrew Lloyd Webber, David Caddick                                           | 4:18 |
| 12. | „Hello and Goodbye” Madonna, Andrea Corr, Jonathan Pryce Autor: Andrew Lloyd Webber, Tim Rice Producent: Nigel Wright, Alan Parker, Andrew Lloyd Webber, David Caddick                                             | 1:46 |
| 13. | „Perón’s Latest Flame” Antonio Banderas, Madonna Autor: Andrew Lloyd Webber, Tim Rice Producent: Nigel Wright, Alan Parker, Andrew Lloyd Webber, David Caddick                                                     | 5:17 |
| 14. | „Dice Are Rolling/A New Argentina” Madonna, Jonathan Pryce, Antonio Banderas Autor: Andrew Lloyd Webber, Tim Rice Producent: Nigel Wright, Alan Parker, Andrew Lloyd Webber, David Caddick                         | 8:09 |
| 15. | „On the Balcony of the Casa Rosada 1” Jonathan Pryce Autor: Andrew Lloyd Webber, Tim Rice Producent: Nigel Wright, Alan Parker, Andrew Lloyd Webber, David Caddick                                                 | 1:28 |
| 16. | „Don’t Cry for Me Argentina” Madonna Autor: Andrew Lloyd Webber, Tim Rice Producent: Nigel Wright, Alan Parker, Andrew Lloyd Webber, David Caddick                                                                 | 5:31 |
| 17. | „On the Balcony of the Casa Rosada 2” Madonna Autor: Andrew Lloyd Webber, Tim Rice Producent: Nigel Wright, Alan Parker, Andrew Lloyd Webber, David Caddick                                                        | 2:00 |
| 18. | „High Flying, Adored” Antonio Banderas, Madonna Autor: Andrew Lloyd Webber, Tim Rice Producent: Nigel Wright, Alan Parker, Andrew Lloyd Webber, David Caddick                                                      | 3:32 |
| 19. | „Rainbow High” Madonna Autor: Andrew Lloyd Webber, Tim Rice Producent: Nigel Wright, Alan Parker, Andrew Lloyd Webber, David Caddick                                                                               | 2:26 |
| 20. | „Rainbow Tour” Jonathan Pryce, Antonio Banderas, Gary Brooker, Peter Polycarpou, Madonna, John Gower Autor: Andrew Lloyd Webber, Tim Rice Producent: Nigel Wright, Alan Parker, Andrew Lloyd Webber, David Caddick | 4:50 |
| 21. | „The Actress Hasn't Learned the Lines (You'd Like to Heart)” Madonna, Antonio Banderas Autor: Andrew Lloyd Webber, Tim Rice Producent: Nigel Wright, Alan Parker, Andrew Lloyd Webber, David Caddick               | 2:31 |
| 22. | „And the Money Kept Rolling In (And Out)” Antonio Banderas Autor: Andrew Lloyd Webber, Tim Rice Producent: Nigel Wright, Alan Parker, Andrew Lloyd Webber, David Caddick                                           | 3:53 |
| 23. | „Partido Feminista” Madonna Autor: Andrew Lloyd Webber, Tim Rice Producent: Nigel Wright, Alan Parker, Andrew Lloyd Webber, David Caddick                                                                          | 1:40 |
| 24. | „She Is a Diamond” Jonathan Pryce Autor: Andrew Lloyd Webber, Tim Rice Producent: Nigel Wright, Alan Parker, Andrew Lloyd Webber, David Caddick                                                                    | 1:39 |
| 25. | „Santa Evita” Autor: Andrew Lloyd Webber, Tim Rice Producent: Nigel Wright, Alan Parker, Andrew Lloyd Webber, David Caddick                                                                                        | 2:30 |
| 26. | „Waltz for Eva and Che” Madonna, Antonio Banderas Autor: Andrew Lloyd Webber, Tim Rice Producent: Nigel Wright, Alan Parker, Andrew Lloyd Webber, David Caddick                                                    | 4:12 |
| 27. | „Your Little Body's Slowly Breaking Down” Madonna, Jonathan Pryce Autor: Andrew Lloyd Webber, Tim Rice Producent: Nigel Wright, Alan Parker, Andrew Lloyd Webber, David Caddick                                    | 1:24 |
| 28. | „You Must Love Me” Madonna Autor: Andrew Lloyd Webber, Tim Rice Producent: Nigel Wright, Alan Parker, Andrew Lloyd Webber, David Caddick                                                                           | 2:50 |
| 29. | „Eva's Final Broadcast” Madonna Autor: Andrew Lloyd Webber, Tim Rice Producent: Nigel Wright, Alan Parker, Andrew Lloyd Webber, David Caddick                                                                      | 3:05 |
| 30. | „Latin Chant” Autor: Andrew Lloyd Webber, Tim Rice Producent: Nigel Wright, Alan Parker, Andrew Lloyd Webber, David Caddick                                                                                        | 2:11 |
| 31. | „Lament” Madonna, Antonio Banderas Autor: Andrew Lloyd Webber, Tim Rice Producent: Nigel Wright, Alan Parker, Andrew Lloyd Webber, David Caddick                                                                   | 5:16 |

### Wydaniejednodyskowe
| #   | Tytuł | Czas |
| --- | --- | ---- |
| 1.  | „Requiem for Evita” Autor: Andrew Lloyd Webber, Tim Rice Producent: Nigel Wright, Alan Parker, Andrew Lloyd Webber, David Caddick                                                                            | 4:17 |
| 2.  | „Oh What a Circus” Antonio Banderas, Madonna Autor: Andrew Lloyd Webber, Tim Rice Producent: Nigel Wright, Alan Parker, Andrew Lloyd Webber, David Caddick                                                   | 5:44 |
| 3.  | „On This Night of a Thousand Stars” Jimmy Nail Autor: Andrew Lloyd Webber, Tim Rice Producent: Nigel Wright, Alan Parker, Andrew Lloyd Webber, David Caddick                                                 | 2:24 |
| 4.  | „Eva and Magaldi/Eva Beware of the City” Madonna, Jimmy Nail, Antonio Banderas, Julian Littman Autor: Andrew Lloyd Webber, Tim Rice Producent: Nigel Wright, Alan Parker, Andrew Lloyd Webber, David Caddick | 5:20 |
| 5.  | „Buenos Aires” Madonna Autor: Andrew Lloyd Webber, Tim Rice Producent: Nigel Wright, Alan Parker, Andrew Lloyd Webber, David Caddick                                                                         | 4:09 |
| 6.  | „Another Suitcase in Another Hall” Madonna Autor: Andrew Lloyd Webber, Tim Rice Producent: Nigel Wright, Alan Parker, Andrew Lloyd Webber, David Caddick                                                     | 3:33 |
| 7.  | „Goodnight and Thank You” Madonna, Antonio Banderas Autor: Andrew Lloyd Webber, Tim Rice Producent: Nigel Wright, Alan Parker, Andrew Lloyd Webber, David Caddick                                            | 4:18 |
| 8.  | „I'd Be Surprisingly Good for You” Madonna, Jonathan Pryce Autor: Andrew Lloyd Webber, Tim Rice Producent: Nigel Wright, Alan Parker, Andrew Lloyd Webber, David Caddick                                     | 4:18 |
| 9.  | „Perón’s Latest Flame” Antonio Banderas, Madonna Autor: Andrew Lloyd Webber, Tim Rice Producent: Nigel Wright, Alan Parker, Andrew Lloyd Webber, David Caddick                                               | 5:17 |
| 10. | „A New Argentina” Madonna, Jonathan Pryce, Antonio Banderas Autor: Andrew Lloyd Webber, Tim Rice Producent: Nigel Wright, Alan Parker, Andrew Lloyd Webber, David Caddick                                    | 5:16 |
| 11. | „Don’t Cry for Me Argentina” Madonna Autor: Andrew Lloyd Webber, Tim Rice Producent: Nigel Wright, Alan Parker, Andrew Lloyd Webber, David Caddick                                                           | 5:31 |
| 12. | „High Flying, Adored” Antonio Banderas, Madonna Autor: Andrew Lloyd Webber, Tim Rice Producent: Nigel Wright, Alan Parker, Andrew Lloyd Webber, David Caddick                                                | 3:32 |
| 13. | „Rainbow High” Madonna Autor: Andrew Lloyd Webber, Tim Rice Producent: Nigel Wright, Alan Parker, Andrew Lloyd Webber, David Caddick                                                                         | 2:27 |
| 14. | „And the Money Kept Rolling In (And Out)” Antonio Banderas Autor: Andrew Lloyd Webber, Tim Rice Producent: Nigel Wright, Alan Parker, Andrew Lloyd Webber, David Caddick                                     | 3:47 |
| 15. | „She Is a Diamond” Jonathan Pryce Autor: Andrew Lloyd Webber, Tim Rice Producent: Nigel Wright, Alan Parker, Andrew Lloyd Webber, David Caddick                                                              | 1:40 |
| 16. | „Waltz for Eva and Che” Madonna, Antonio Banderas Autor: Andrew Lloyd Webber, Tim Rice Producent: Nigel Wright, Alan Parker, Andrew Lloyd Webber, David Caddick                                              | 4:12 |
| 17. | „You Must Love Me” Madonna Autor: Andrew Lloyd Webber, Tim Rice Producent: Nigel Wright, Alan Parker, Andrew Lloyd Webber, David Caddick                                                                     | 2:50 |
| 18. | „Eva's Final Broadcast/Latin Chant” Madonna Autor: Andrew Lloyd Webber, Tim Rice Producent: Nigel Wright, Alan Parker, Andrew Lloyd Webber, David Caddick                                                    | 5:16 |
| 19. | „Lament” Madonna, Antonio Banderas Autor: Andrew Lloyd Webber, Tim Rice Producent: Nigel Wright, Alan Parker, Andrew Lloyd Webber, David Caddick                                                             | 4:11 |

## Single
| #  | Tytuł                            | Data wydania     | [ 2 ]             | Unia Europejska | [ 3 ] | Polska |
| -- | -------------------------------- | ---------------- | ----------------- | --------------- | ----- | ------ |
| 1. | You Must Love Me                 | październik 1996 | # 18 (2 tygodnie) | # ?             | # 10  | —      |
| 2. | Don’t Cry for Me Argentina       | grudzień 1996    | # 8               | # ?             | # 3   | —      |
| 3. | Another Suitcase in Another Hall | marzec 1997      | # —               | # ?             | # 7   | —      |

Jako czwarty oficjalny singel planowano wydać piosenkę „Buenos Aires”, lecz ostatecznie zrezygnowano z tego pomysłu. Utwór ten ukazał się tylko jako singel promocyjny.